# Minimalna ploskev
Minimalna ploskev je v matematiki ploskev, ki ima srednjo ukrivljenost enako nič.
Izraz »minimalna ploskev« izhaja iz tega, ker so to ploskve, ki poskušajo čim bolj zmanjšati svojo ploščino.
Fizikalne modele, ki ponazarjajo minimalno ploskev, se dobi tako, da se potopi okvir iz žice v milnico. Na okvirju se tvori milni film, ki tvori minimalno ploskev. Meje takšne minimalne ploskve so na žičnem okvirju (glej sliko na desni). 

## Zgledi
- ravnina je trivialen zgled
- katenoidi so minimalne ploskve, ki nastanejo z vrtenjem verižnice okrog simetrijske osi
- helikoidi se dobijo z enakomernim vrtenjem daljice okrog osi, ki je pravokotna na daljico. Pri tem pa se daljica giblje vzdolž osi z enakomerno hitrostjo.
- Enneperjeva ploskev